# Belotić (Vladimirci)
Pour les articles homonymes, voir Belotić.
Belotić (en serbe cyrillique : Белотић) est un village de Serbie situé dans la municipalité de Vladimirci, district de Mačva. Au recensement de 2011, il comptait 475 habitants.

## Démographie

### Évolution historique de la population
| 1948 | 1953 | 1961 | 1971 | 1981 | 1991 | 2002 | 2011 |
| ---- | ---- | ---- | ---- | ---- | ---- | ---- | ---- |
| 925  | 941  | 893  | 874  | 784  | 653  | 552  | 475  |

|  |

## Ethno-village
Sur le territoire de Belotić se trouve un ethno-village appelé « Kneževa večera »

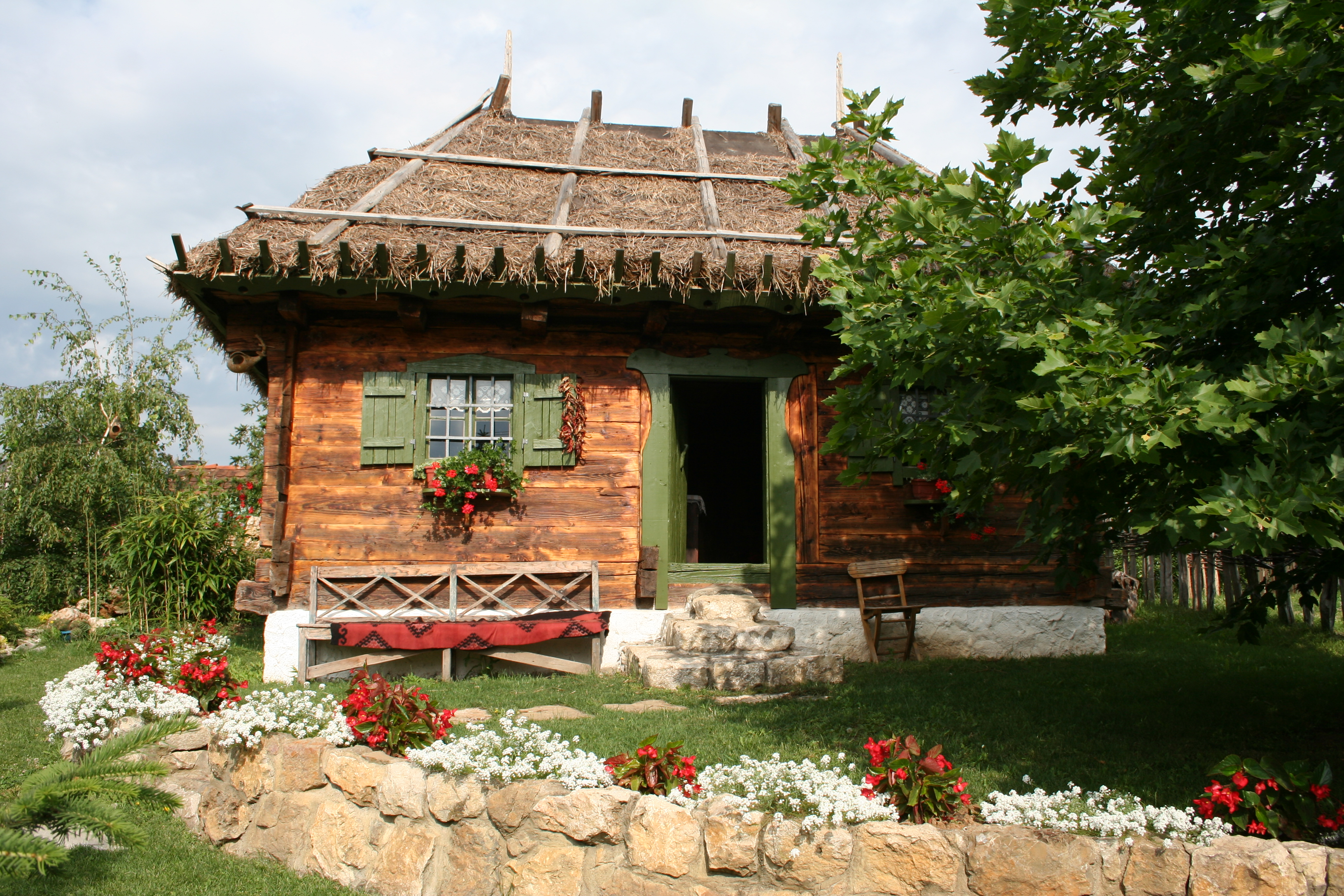
Un vajat dans l'ethno-village
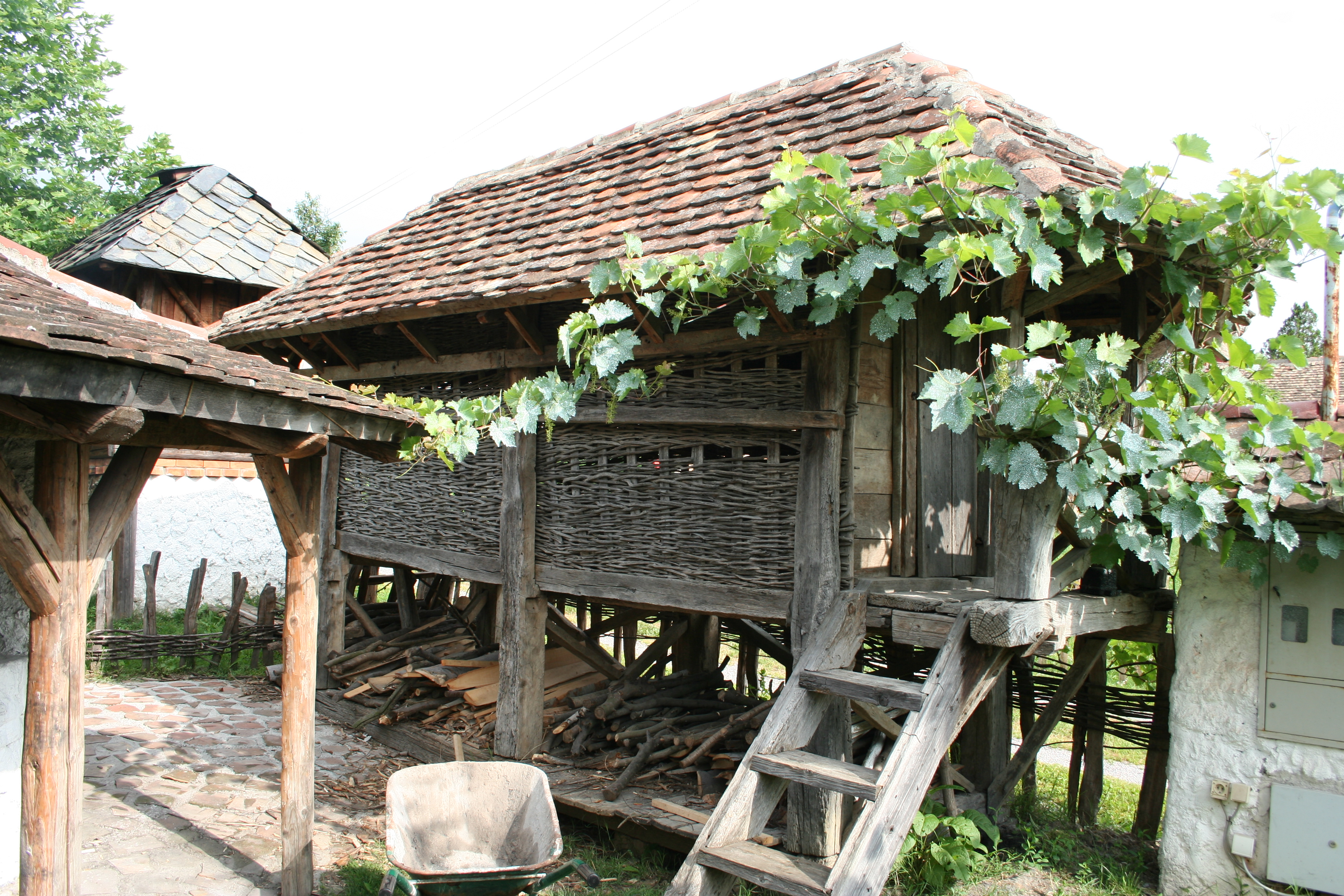
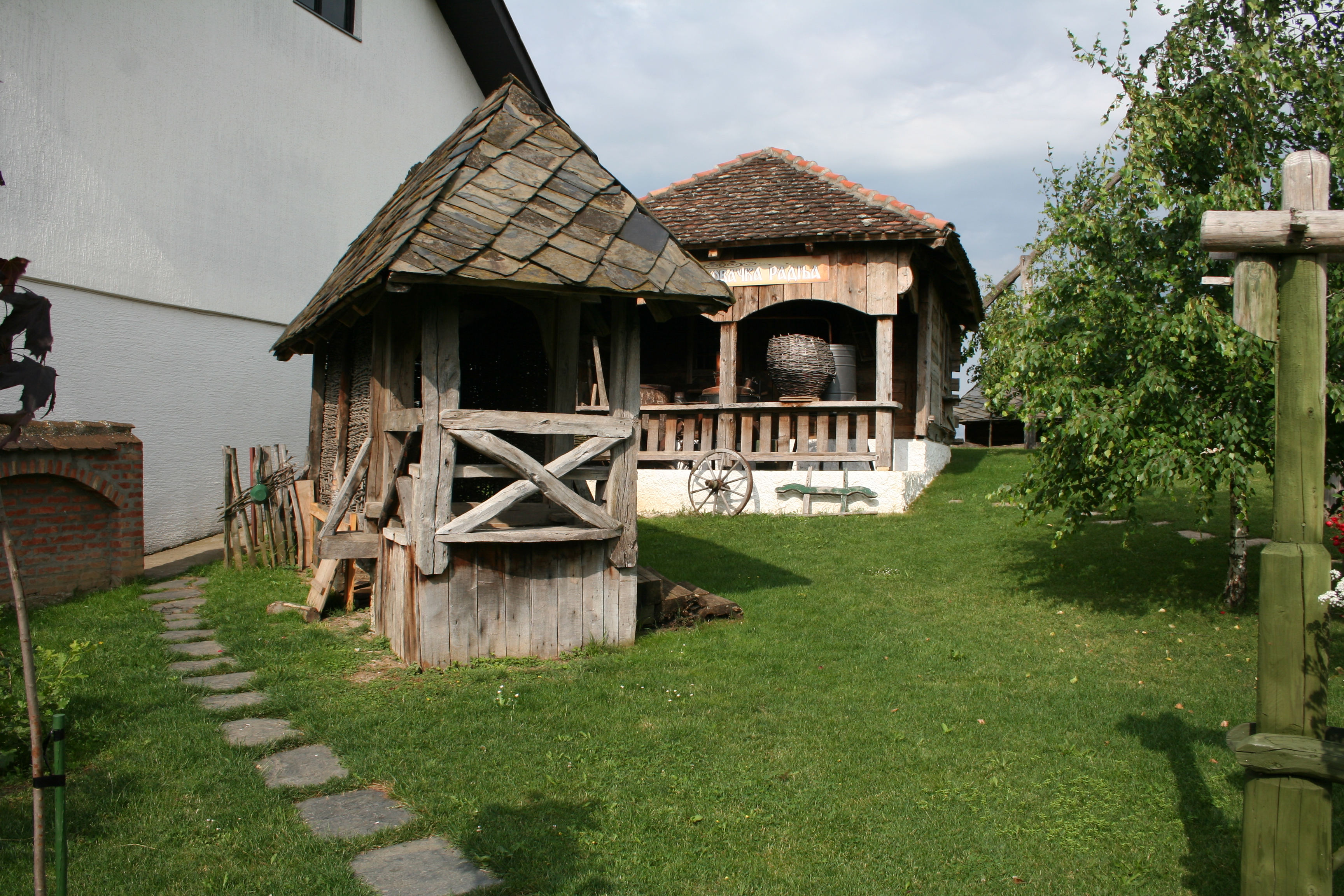
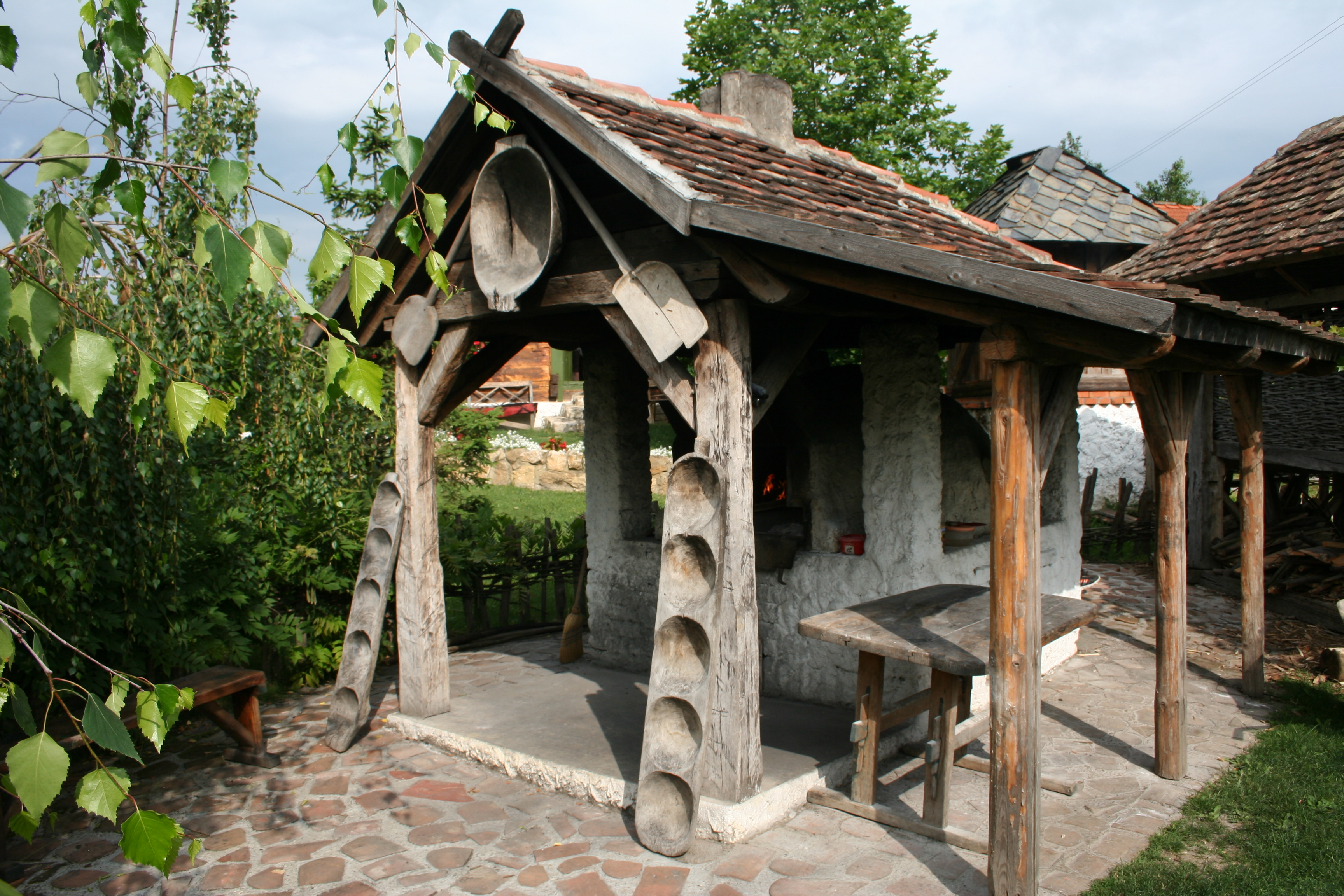
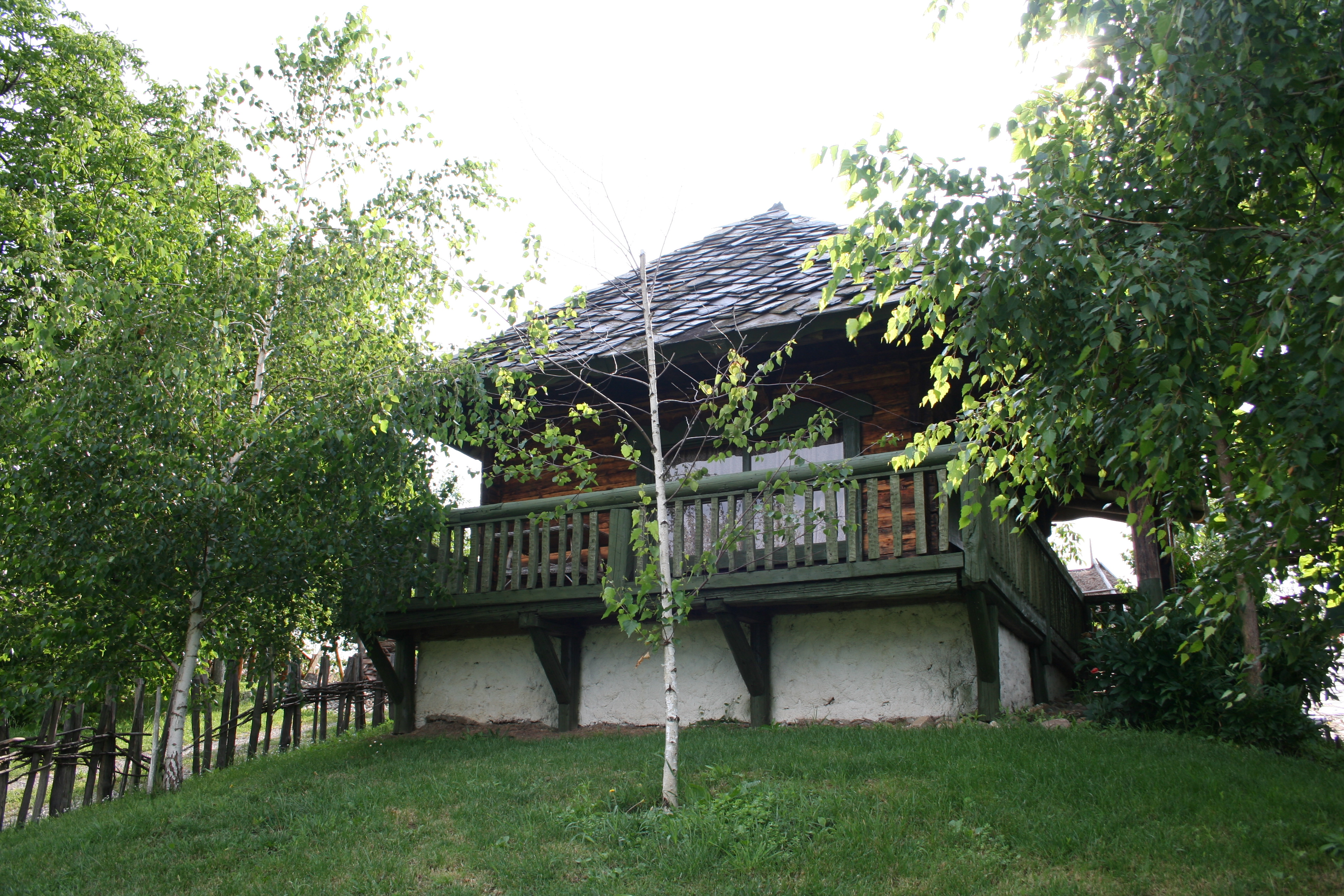
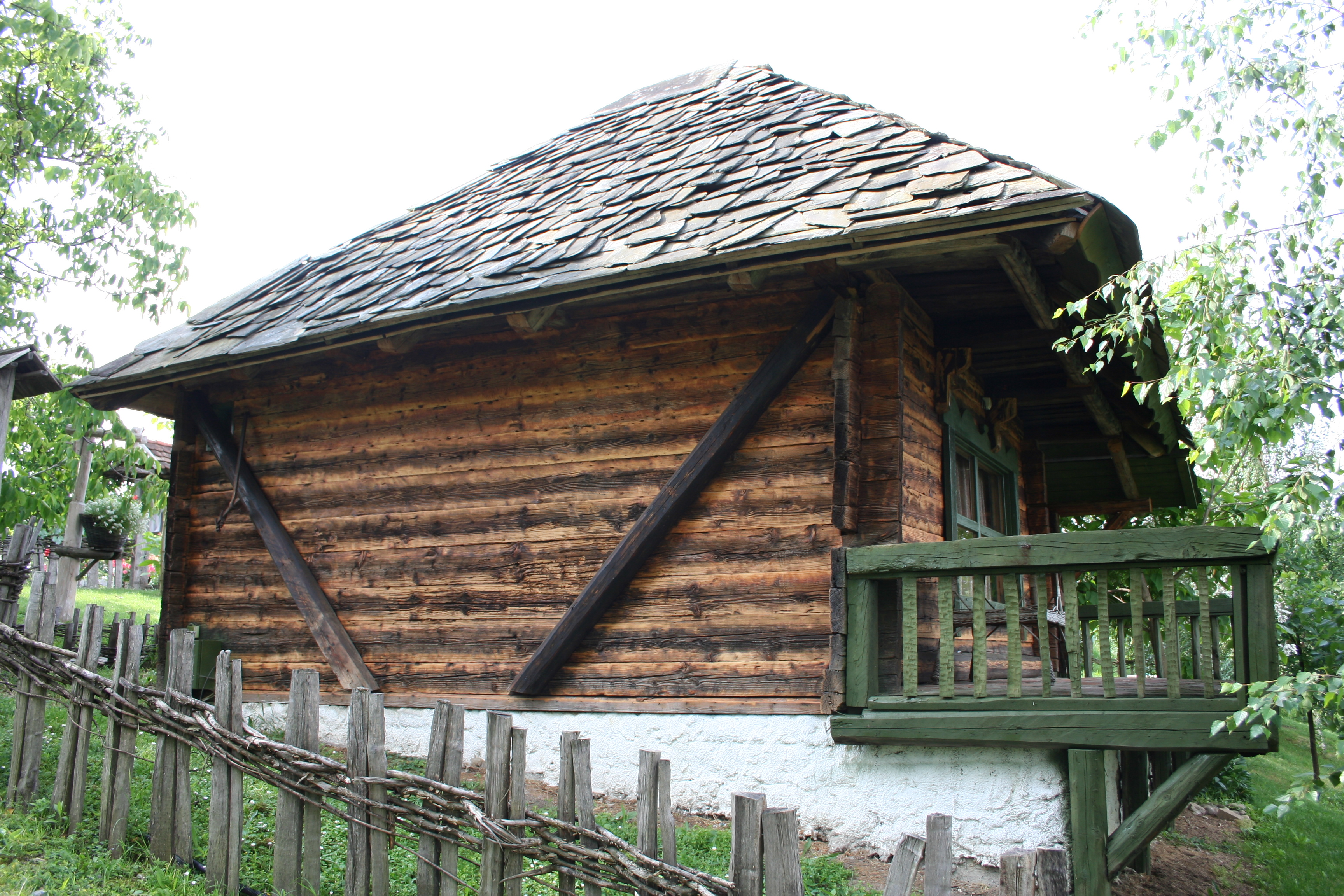
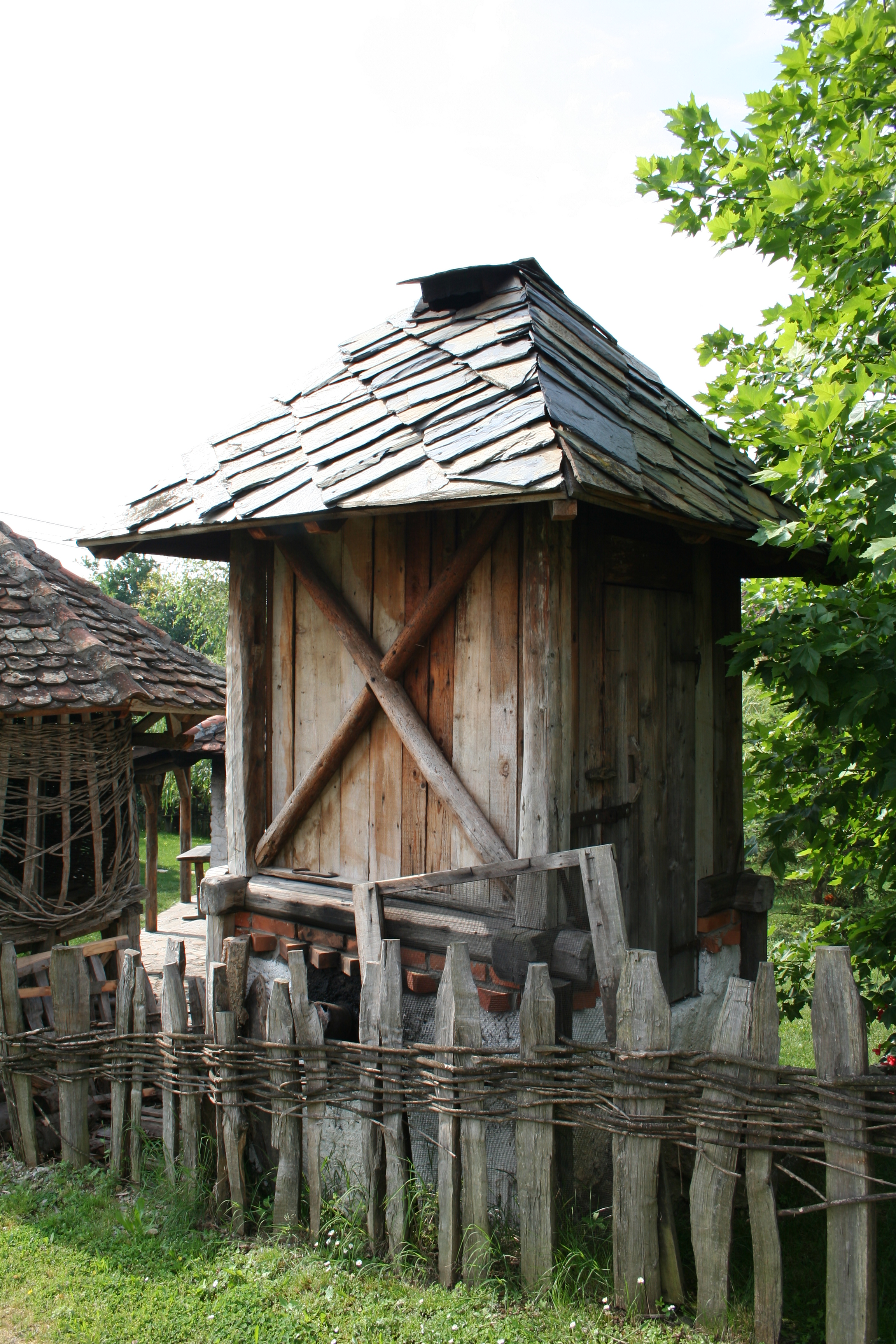
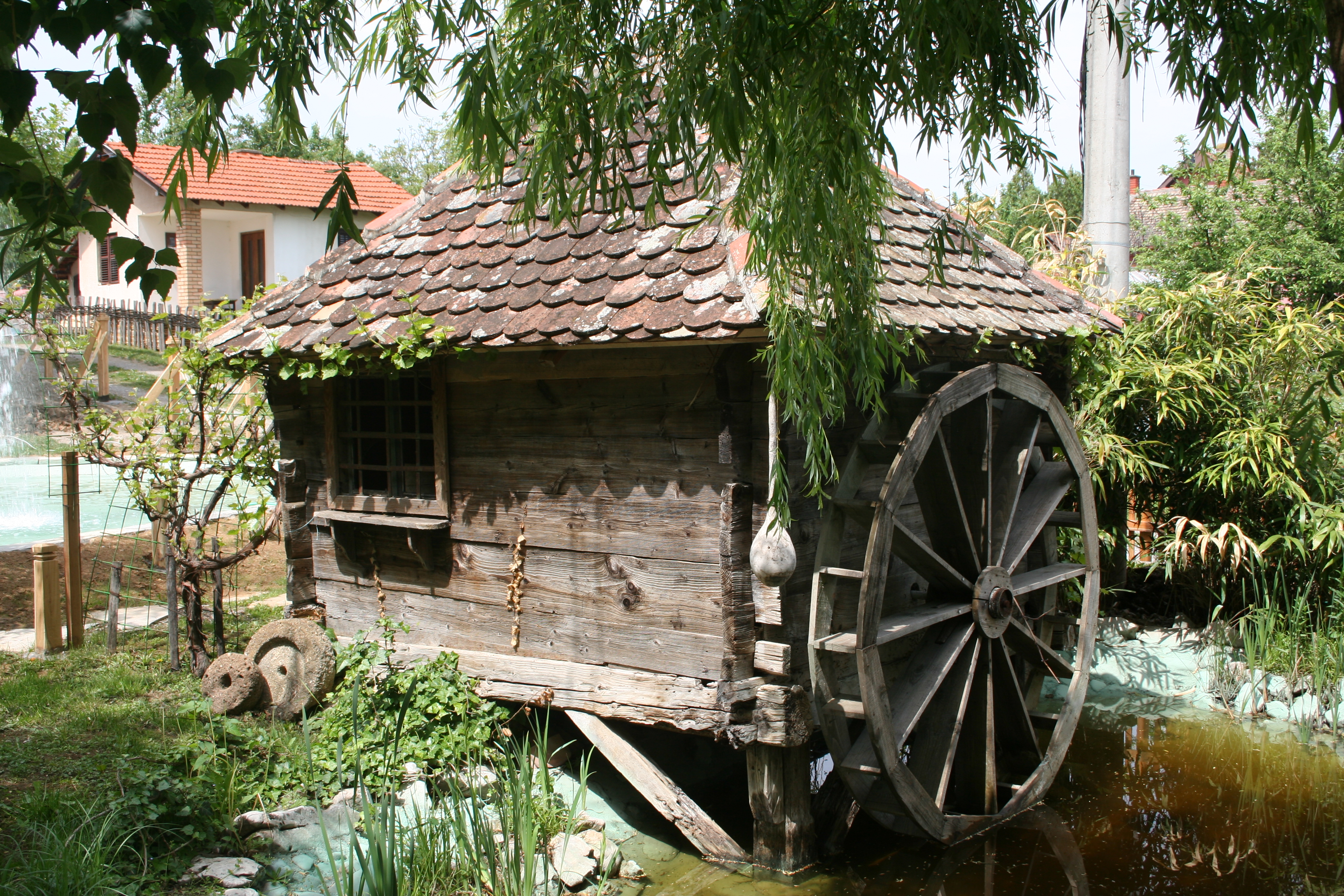